# The Two Brides
The Two Brides é um filme de drama mudo produzido nos Estados Unidos e lançado em 1919. É atualmente considerado um filme perdido.